# هنري ن. سنايدر
هنري ن. سنايدر (بالإنجليزية: Henry N. Snyder)‏ هو كاتب أمريكي، ولد في 1865، وتوفي في 1949.